# Гей-ен-Буйкоп
Гей-ен-Буйкоп (нід. Hei- en Boeicop) — село в нідерландській провінції Утрехт. Входить до муніципалітету Вейфгеренланден.
Його площа становить 8,69 км², а населення станом на 2021 рік складало 1 100 осіб.
До 1986 року мало статус окремого муніципалітету.

## Галерея

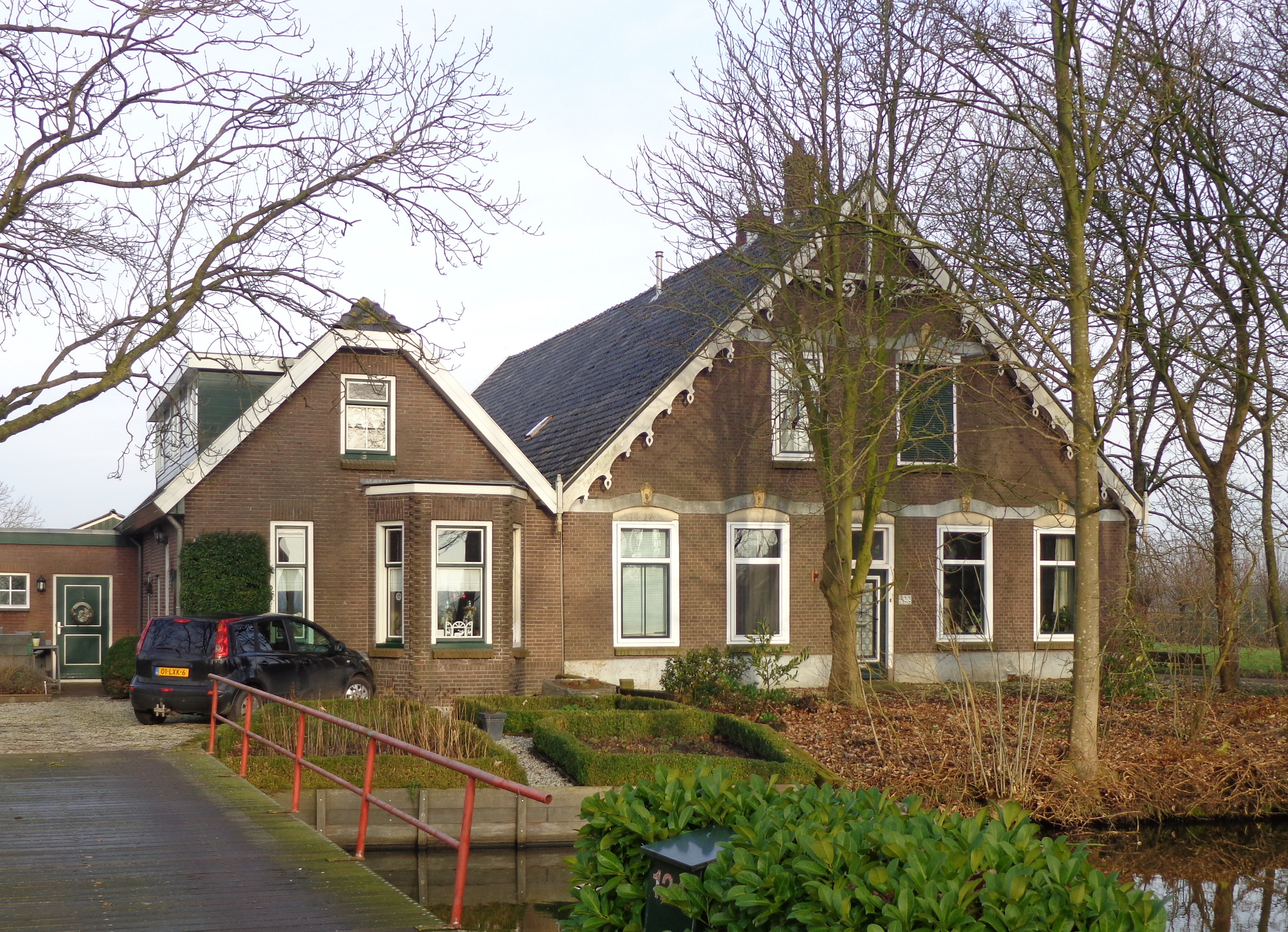
Ферма у Гей-ен-Буйкопі
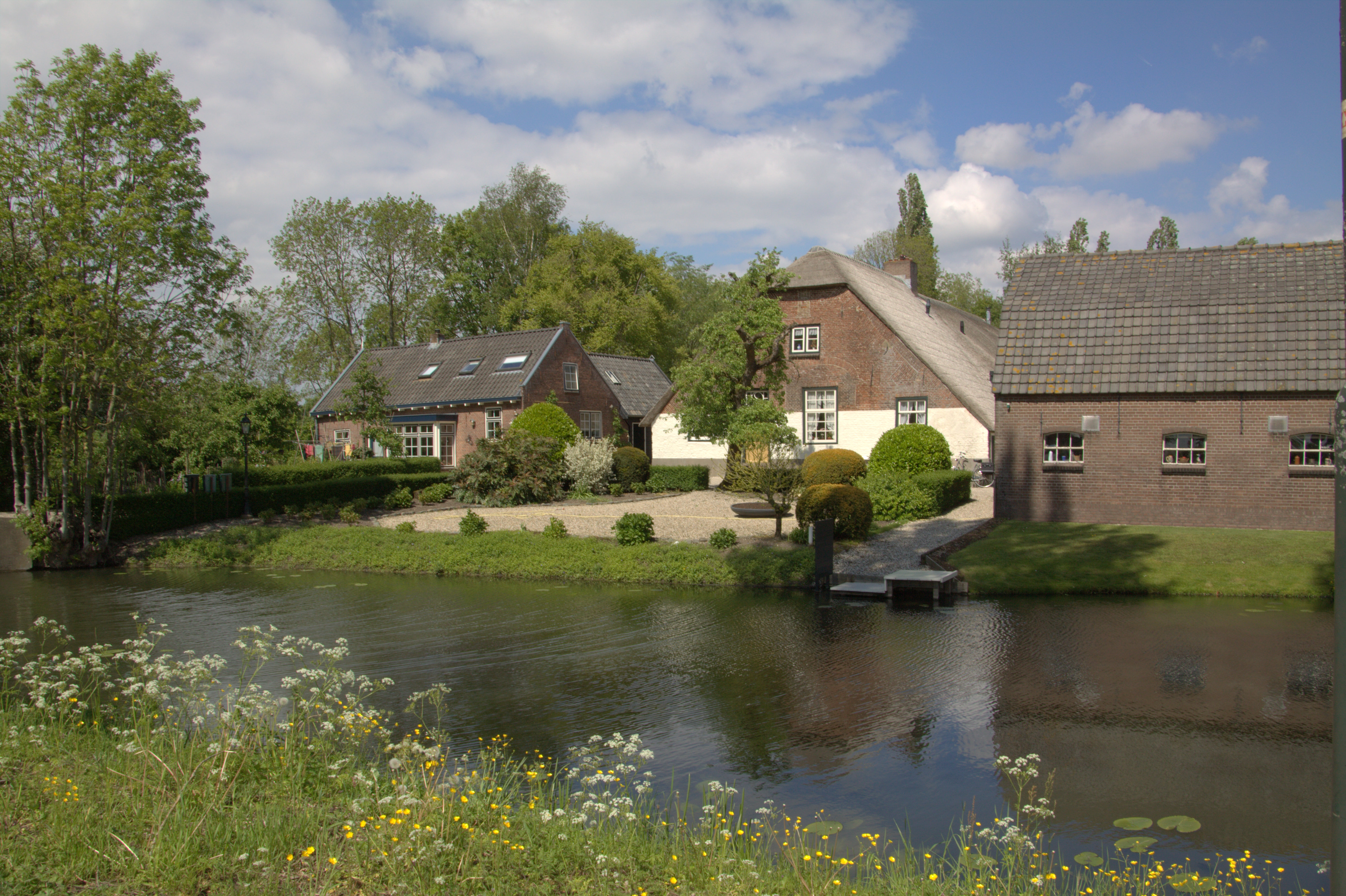
Вид на Гей-ен-Буйкоп
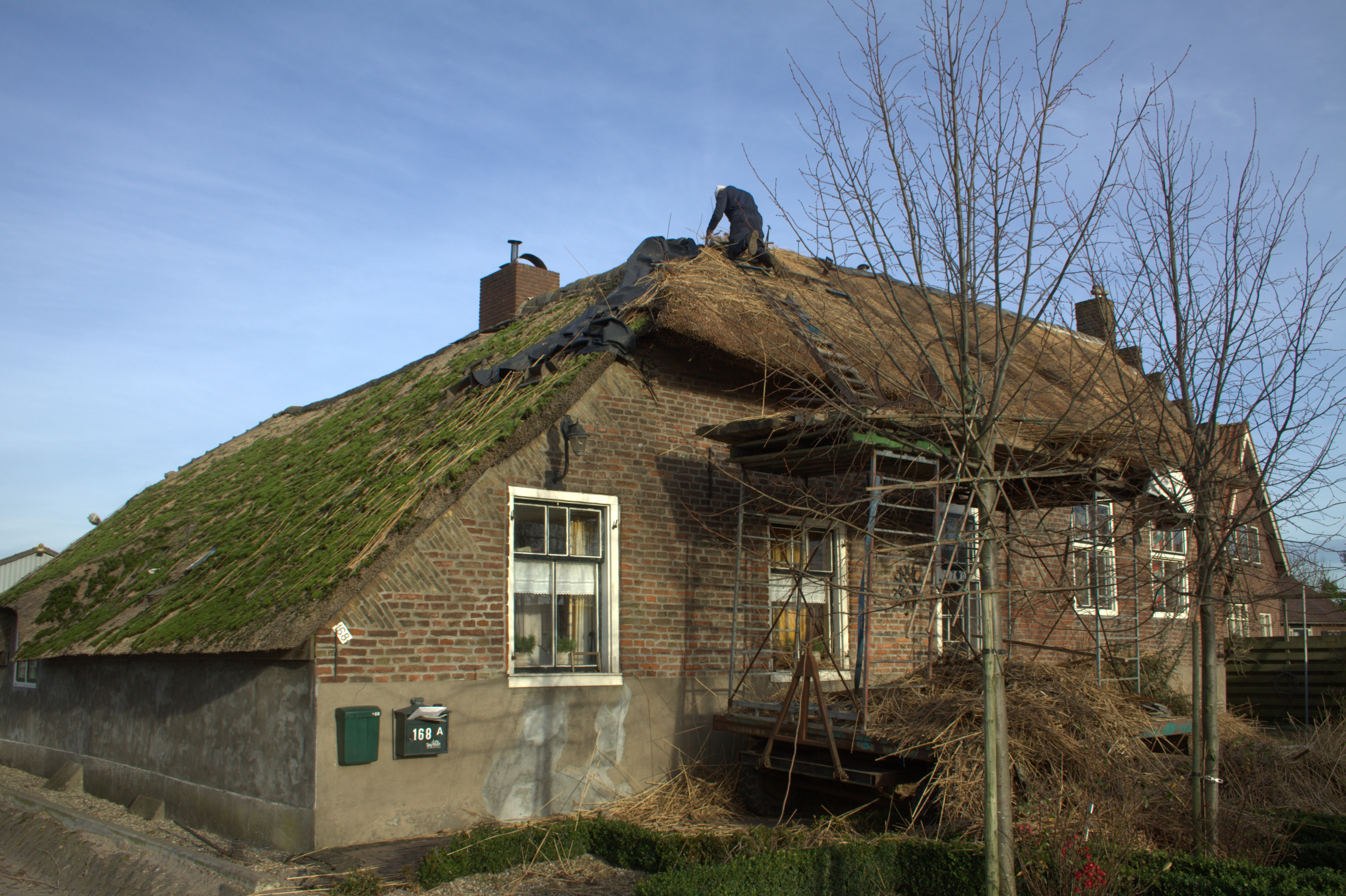
Ремонтування даху
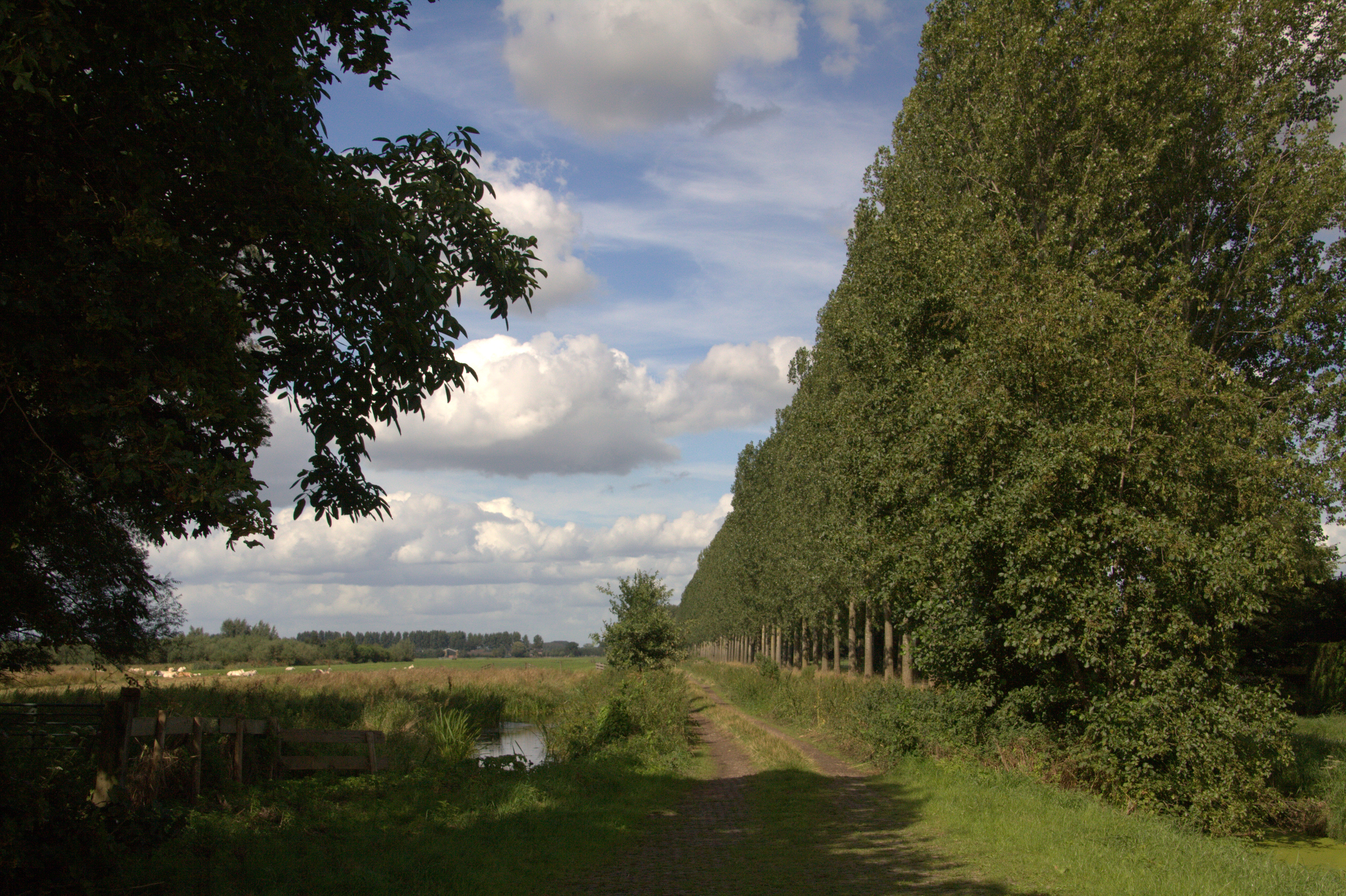
Лісопосадка поблизу села